# Hylodes babax
Espèce
Statut de conservation UICN

 DD  : Données insuffisantes
Hylodes babax est une espèce d'amphibiens de la famille des Hylodidae.

## Répartition
Cette espèce est endémique du Sud-Est du Brésil. Elle se rencontre dans les États d'Espírito Santo, du Minas Gerais.

## Étymologie
Le nom spécifique babax vient du grec babax, bavard, en référence aux chants diurnes insistants de cette espèce et au fait que cette espèce est la seule des deux espèces du groupe Hylodes lateristrigatus qui chante.

## Publication originale
- Heyer, 1982 : Two new species of the frog genus Hylodes from Caparaó, Minas Gerais, Brazil (Amphibia: Leptodactylidae). Proceedings of the Biological Society of Washington, vol. 95, no 2, p. 377-385 (texte intégral).